# 艾默生效应
艾默生效应（英語：Emerson effect），绿色植物在红光（波长660nm）和紅外線（波长>680nm）分别照射下，各有各自的光合作用效率。但植物在这二种光同时照射下，它们的光合作用效率远大于这二种光单独照射时的光合作用效率的总和。这种现象称为艾默生效应，該现象是罗伯特·艾默生于1957年发现，故以他的名字命名。
艾默生根据他发现的效应，做出结论（假设）；植物的叶绿体存在二种化学反应；一种由红光驱动；另一种由紅外線驱动；它们共同使效率增加，把光转换成植物能吸收的能量。这种假设已得到实验的证实。